# 加藤義和
加藤 義和（かとう よしかず、1936年（昭和11年）1月7日 - 2021年（令和3年）2月5日）は、日本の政治家。実業家。香川県観音寺市長（4期）。加ト吉（現・テーブルマーク）創業者。

## 来歴
香川県三豊郡観音寺町（現・観音寺市）出身。1951年、観音寺町立観音寺中学校（現・観音寺市立観音寺中学校）卒。中学卒業後、魚の行商を始め、1956年、20歳で加ト吉水産を創業し、社長となる。1967年、観音寺市議会議員となり、2期務め、1973年に市議会議長となった。1975年、観音寺市長に当選、1991年までの4期16年務めた。その一方で1974年、加ト吉会長に就任、冷凍食品開発で業績を伸ばした。1994年、居酒屋チェーン店の村さ来を傘下に入れ、社長を兼務。1997年には会社更生法の適用を申請していた京樽の管財人となった。2006年、旭日中綬章受章。2007年に社内で起こった相次ぐ不祥事のため、社長を辞任した。2021年2月5日、心不全のため死去、85歳。死没日をもって従四位に叙される。